# Straßenbahn Gent
Die Genter Straßenbahn ist einer von sechs Straßenbahnbetrieben in Belgien. Der Betrieb in Gent, der Hauptstadt von Ostflandern, wird, wie die Straßenbahn Antwerpen und die Küstenstraßenbahn, von der flämischen Nahverkehrsgesellschaft De Lijn betrieben. Das Straßenbahnnetz umfasst vier Linien, die teilweise in angrenzende Gemeinden führen. Die Netzlänge beträgt rund 30 km. Die Spurweite des Trambetriebs beträgt wie bei den beiden anderen Betrieben des Unternehmens 1000 mm (Meterspur). Die Oberleitungsspannung beträgt 600 Volt (Gleichstrom).
Bis 1991 wurde die Straßenbahn vom regionalen Verkehrsbetrieb Maatschappij voor Intercommunaal Vervoer te Gent (MIVG, Gesellschaft für interkommunalen Nahverkehr in Gent) betrieben. Aus der MIVG, der Antwerpener MIVA und den flämischen Teilen der Nationale Maatschappij van Buurtspoorwegen (NMVB/SNCV) entstand damals das neue Unternehmen De Lijn.
Außer der Straßenbahn besaß Gent von 1989 bis 2009 den einzigen Oberleitungsbus-Betrieb des Landes, der jedoch nur aus einer Linie bestand.

## Geschichte

### Pferdebahn
Im Jahr 1875 eröffneten die Tramways de ville de Gand (Straßenbahnen der Stadt Gent) einen Pferdebahnbetrieb in der flämischen Stadt. Es gab 43 Fahrzeuge, davon 14 offene und 29 geschlossene Wagen, und rund 100 Pferde.

### Akkumulatorbahn
Am 13. August 1897 ging die Konzession an zwei Gesellschaften über: die Société Anonyme des Railways Economiques de Liège-Seraing et Extensions (RELSE, „Aktiengesellschaft der Kleinbahn Lüttich-Seraing und Erweiterungen“) und die Compagnie Générale des Railways à voie étroite (Allgemeine Gesellschaft für Schmalspurbahnen). Am 4. Januar 1898 gründeten die beiden Unternehmen die Société Anonyme des Tramways Electriques de Gand (TEG, „Genter Elektrische Straßenbahnen AG“), um das Stadtnetz vom Pferdebahn- auf Akkumulatorbetrieb umzurüsten. Akku-Straßenbahnen galten um 1900 als Alternative zur heute üblichen Elektrischen Straßenbahn, da sie zwar auch elektrisch angetrieben wurden, aber keine Oberleitung gelegt werden musste.
Die Akkustraßenbahnwagen besaßen eine Leistung von 25 PS und verkehrten auf den sieben ehemaligen Pferdebahnlinien. Jeder Wagen hatte 45 Plätze, die Höchstgeschwindigkeit betrug 12 km/h – nicht, weil eine höhere Geschwindigkeit technisch nicht möglich gewesen wäre, sondern weil die Genehmigungsbehörden eine solche nicht erlaubten. Um die Akkumulatoren aufzuladen, wurde ein kleines Kraftwerk mit einer Leistung von 600 Kilowatt errichtet.

### Elektrische Straßenbahn

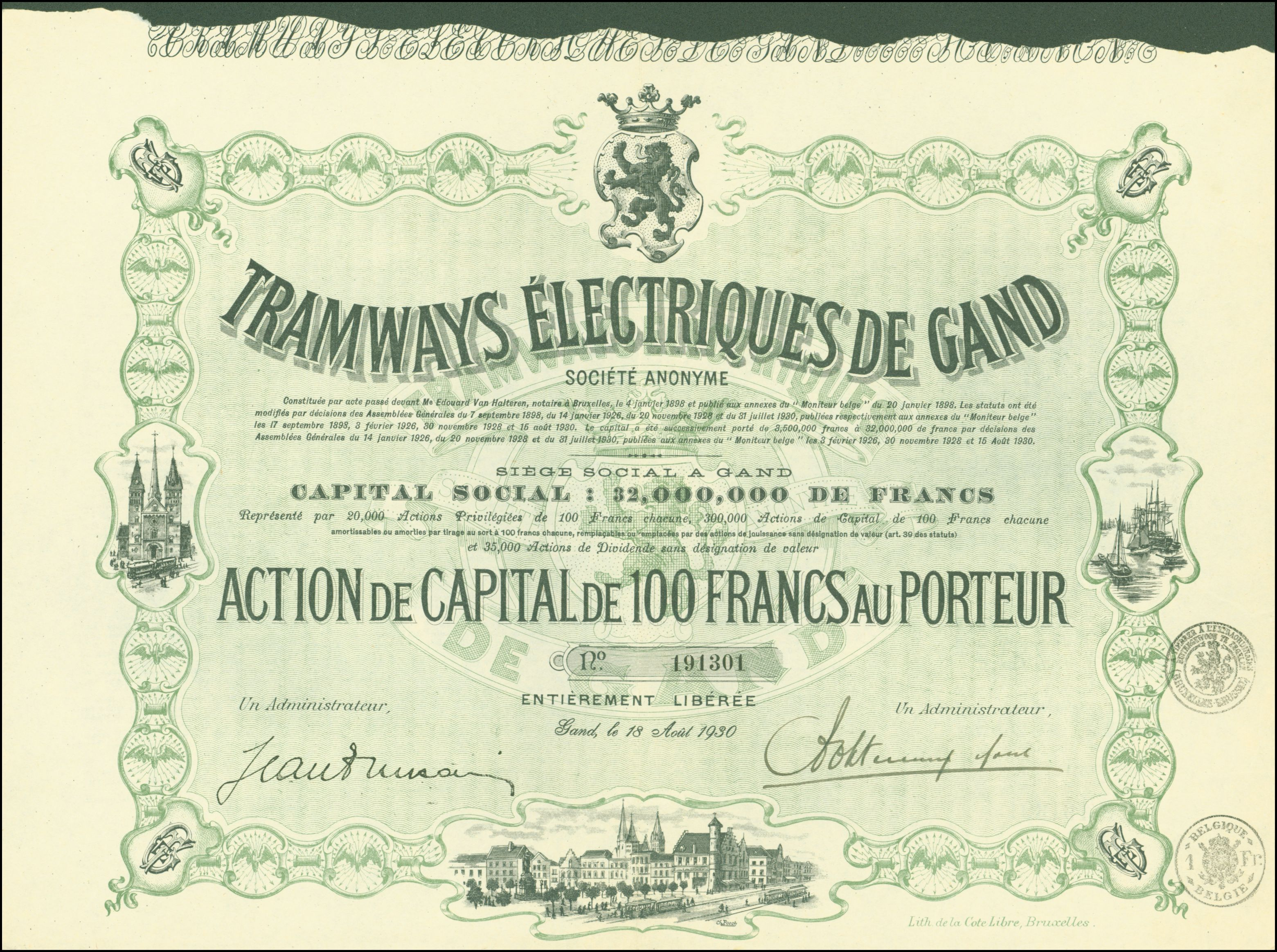
Aktie der Société Anonyme des Tramways Electriques de Gand vom 18. August 1930

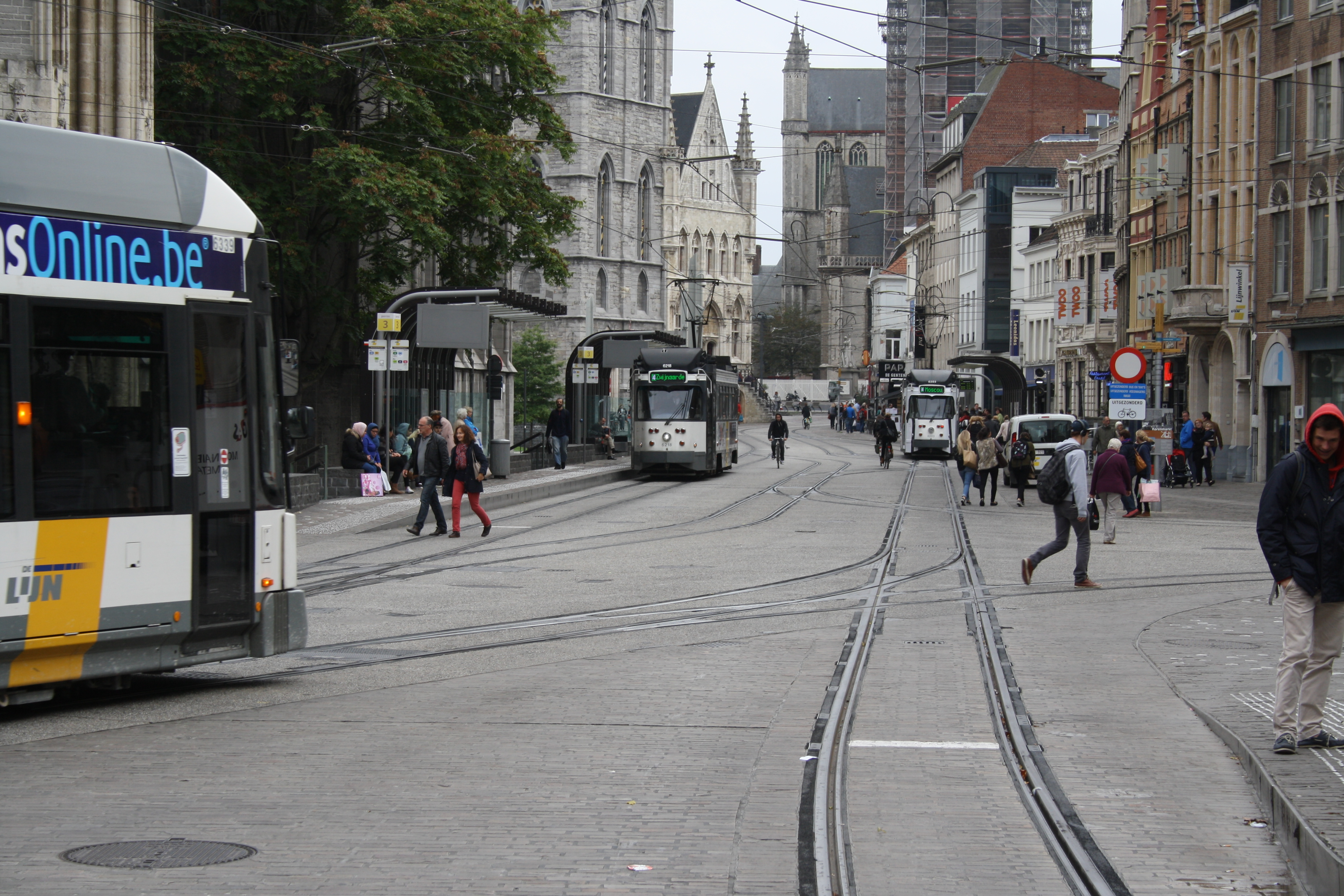
Alle Linien berühren die Cataloniëstraat

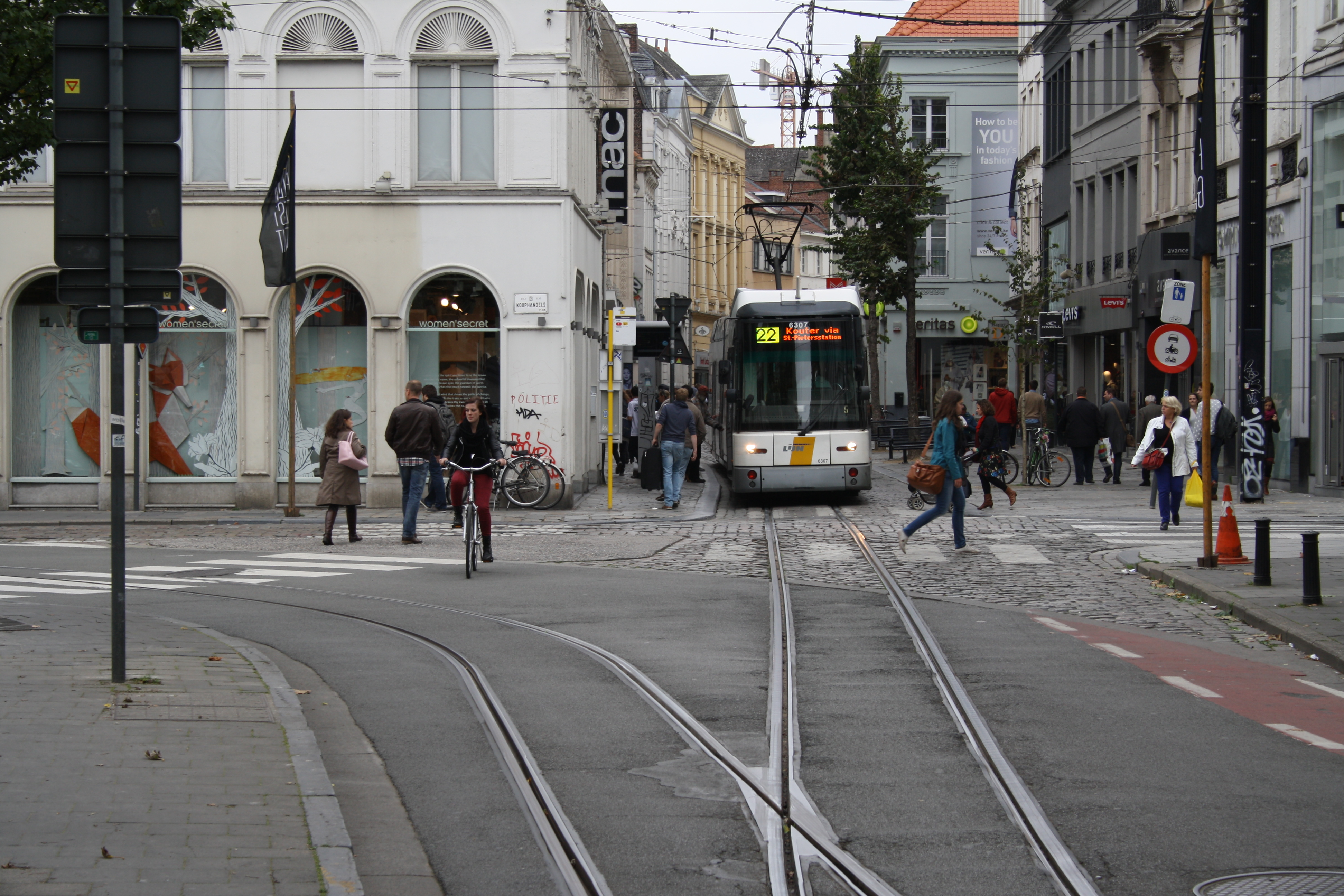
Niederflurwagen der Linie 22 auf einem eingleisigen Abschnitt in der Altstadt

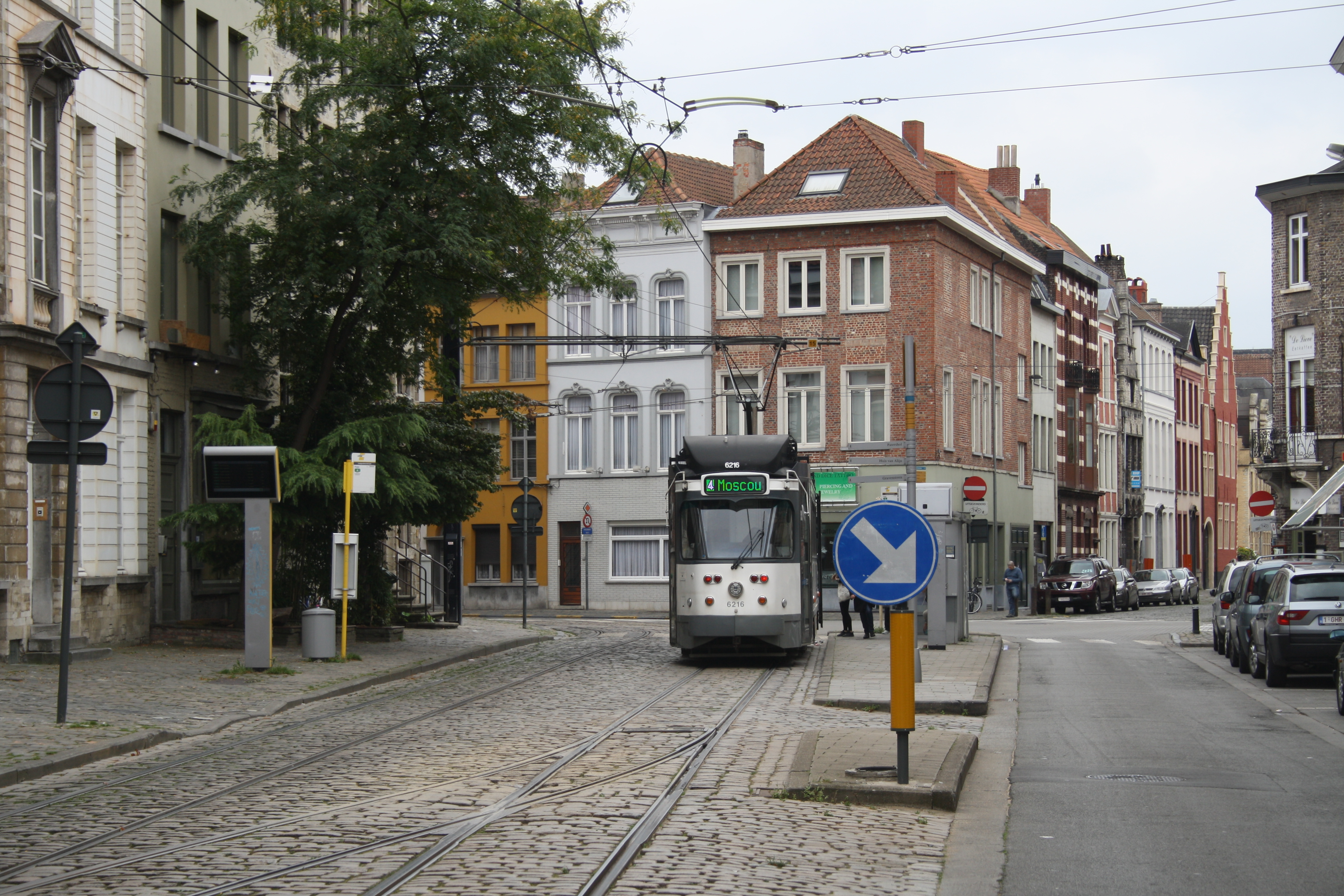
Haltestelle Langesteenstraat mit PCC-Triebwagen

Die Akkumulatortechnik konnte sich in Gent ebenso wenig durchsetzen wie in anderen Städten. Die anfällige Technik war dem Oberleitungsbetrieb unterlegen. Deshalb wurde 1903 entschieden, das Genter Netz mit Oberleitungen auszurüsten. 1904 eröffnete die TEG die erste mit Oberleitungsspannung betriebene elektrische Straßenbahnlinie.
1961 löste die Maatschappij voor Intercommunaal vervoer te Gent die TEG als Betreiberin ab, 1991 folgte  die neue Gesellschaft De Lijn. Am 12. September 2004 feierte die Genter (elektrische) Straßenbahn ihren 100. Geburtstag.
1993 wurde die Linie 21 in die südöstliche Vorortgemeinde Melle verlängert, 1999 die Linie 21/22 vom St.-Pieters-Bahnhof bis Zwijnaardebrug. 2005 wurde die südliche Erweiterung der Linie 1 bis zum Messegelände Flanders Expo in Betrieb genommen.
Der Ast der Linie 22 nach Gentbrugge Boswachterstraat wurde erst 2010 bis Dienstcentrum (Braemkasteel) verkürzt, und im Dezember 2016 ganz eingestellt und daraufhin die verbleibende Linie 21 in 2 umbenannt; anschließend wurden die Gleisreste zum Abstellen von Straßenbahnen genutzt.
Am 13. März 2016 verlängerte man die Linie 4 zu einer neuen Endstelle am Universitair Ziekenhuis (UZ) und am 24. Oktober gleichen Jahres die Linien 21 und 22 in Zwijnaarde weiter in den Ortskern zur Bibliothek. Die sogenannte Brabantdam – Vogelmarkt – Kouter, auch BraVoKo-Achse, in der Innenstadt wurde im Laufe des Jahres 2016 eingehend renoviert, sodass eine temporäre Linie 24 und mehrere Umleitungen nötig waren.

## Fahrzeuge
Die Genter Straßenbahn hat 41 Fahrzeuge des Typs HermeLijn (Serie 6300) im Einsatz. Dazu kommen 26 Fahrzeuge der Type Bombardier Flexity 2, genannt Albatros, zum Einsatz. Diese siebenteiligen, 42,7 m langen Fahrzeuge kommen auf den Linien 1 und 4 zum Einsatz. Neben dem Flexity 2 waren auch Urbos 3 von CAF, Avenio M von Siemens und Tango von Stadler angeboten worden.
Die PCC-Triebwagen wurden mittlerweile abgestellt. Früher setzte De Lijn ferner in der Sommersaison Wagen zur Kusttram um, um der Nachfrage dort gerecht zu werden.

## Liniennetz
Es gibt vier Straßenbahnlinien, die sich an mehreren Punkten im Stadtgebiet schneiden. Am Bahnhof Gent-Sint-Pieters (Sint Pietersstation), dem Hauptbahnhof der Stadt, treffen drei Linien zusammen.
| Linie | Linienweg |
| ----- | --- |
| T1    | Flanders Expo (Messegelände) – Bahnhof Sint-Pieters – Rozemarijnbrug – Kouter – Gent Süd – Gentbrugge Stelplaats |
| T2    | Evergem (Brielken) – Wondelgem – Rabot – Korenmarkt – Gent Süd – P+R Gentbrugge – Melle Leeuw                    |
| T3    | Zwijnaarde Bibliotheek – Bahnhof Sint-Pieters – Rozemarijnbrug – Kouter – Gent Süd – Gentbrugge (Moscou)         |
| T4    | Gent UZ – Bahnhof Sint-Pieters – Rozemarijnbrug – Rabot – Muidebrug – Lange Steenstraat                          |

Gestrichene Liniennummern werden seit der Neuausrichtung des Netzes am 2. Juli 1984 nicht mehr verwendet.

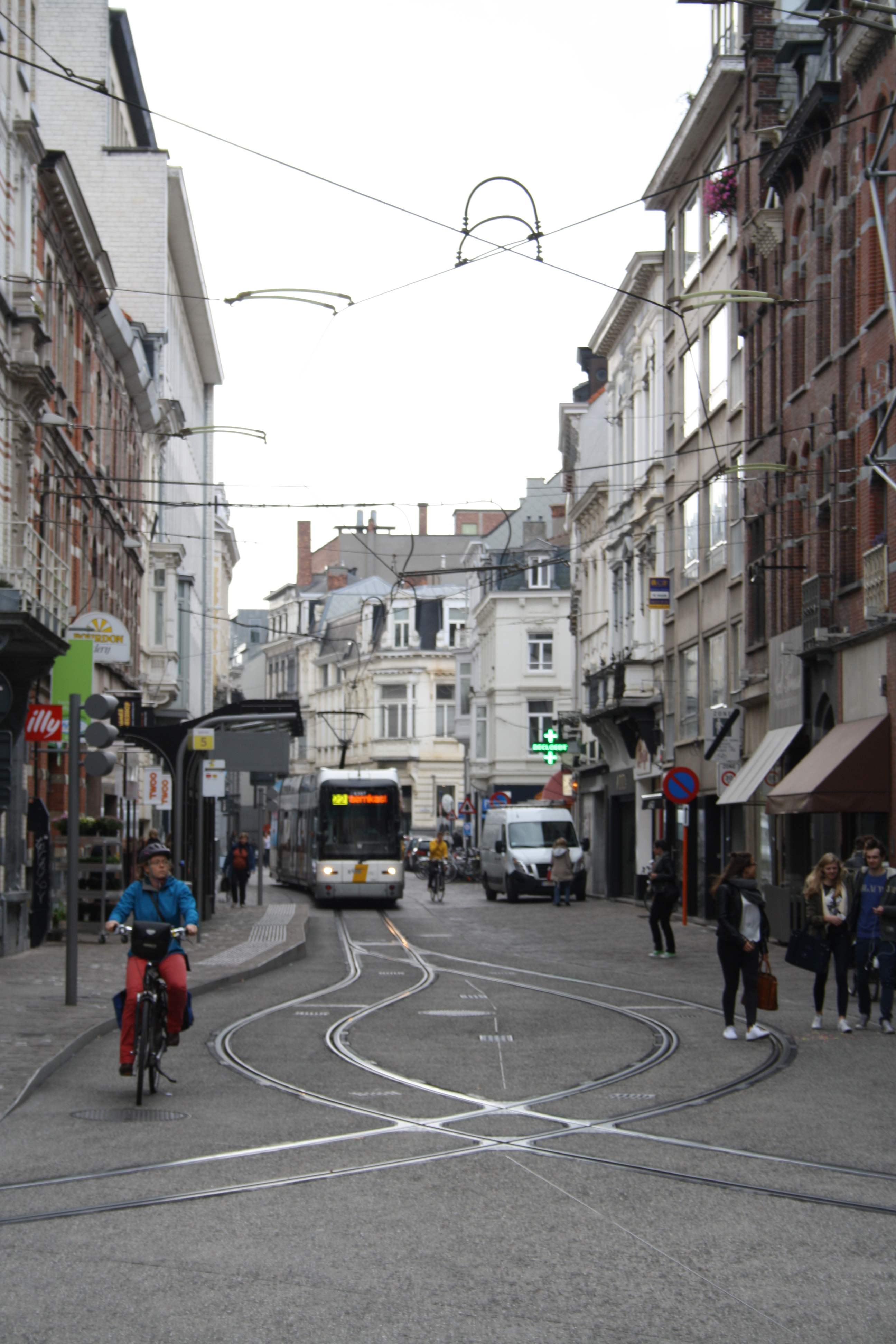
Verschwenkte Gleise führen in die Sint-Niklaasstraat
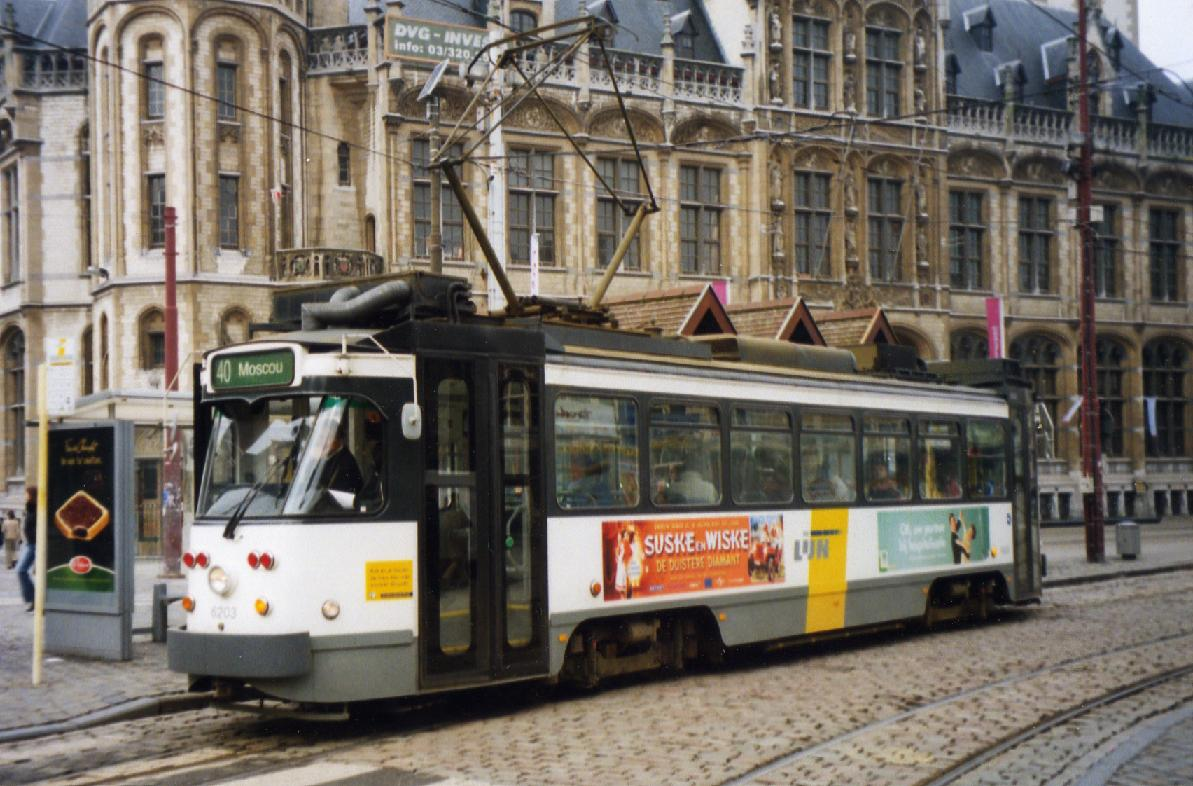
PCC-Triebwagen am Korenmarkt, 2004
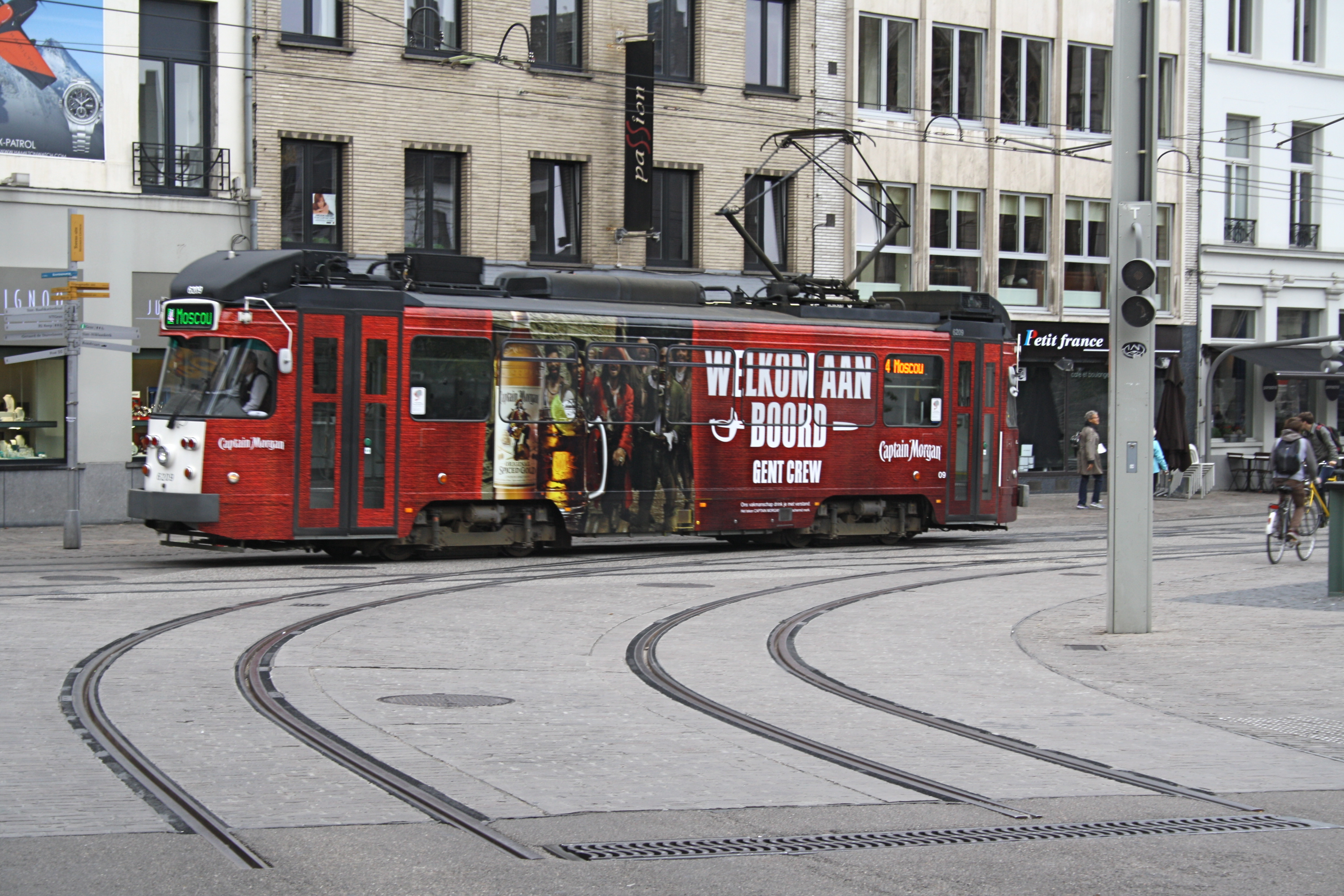
Zahlreiche PCC-Wagen tragen Vollwerbung, Linienverkehr auf dem Botermarkt gibt es nicht mehr
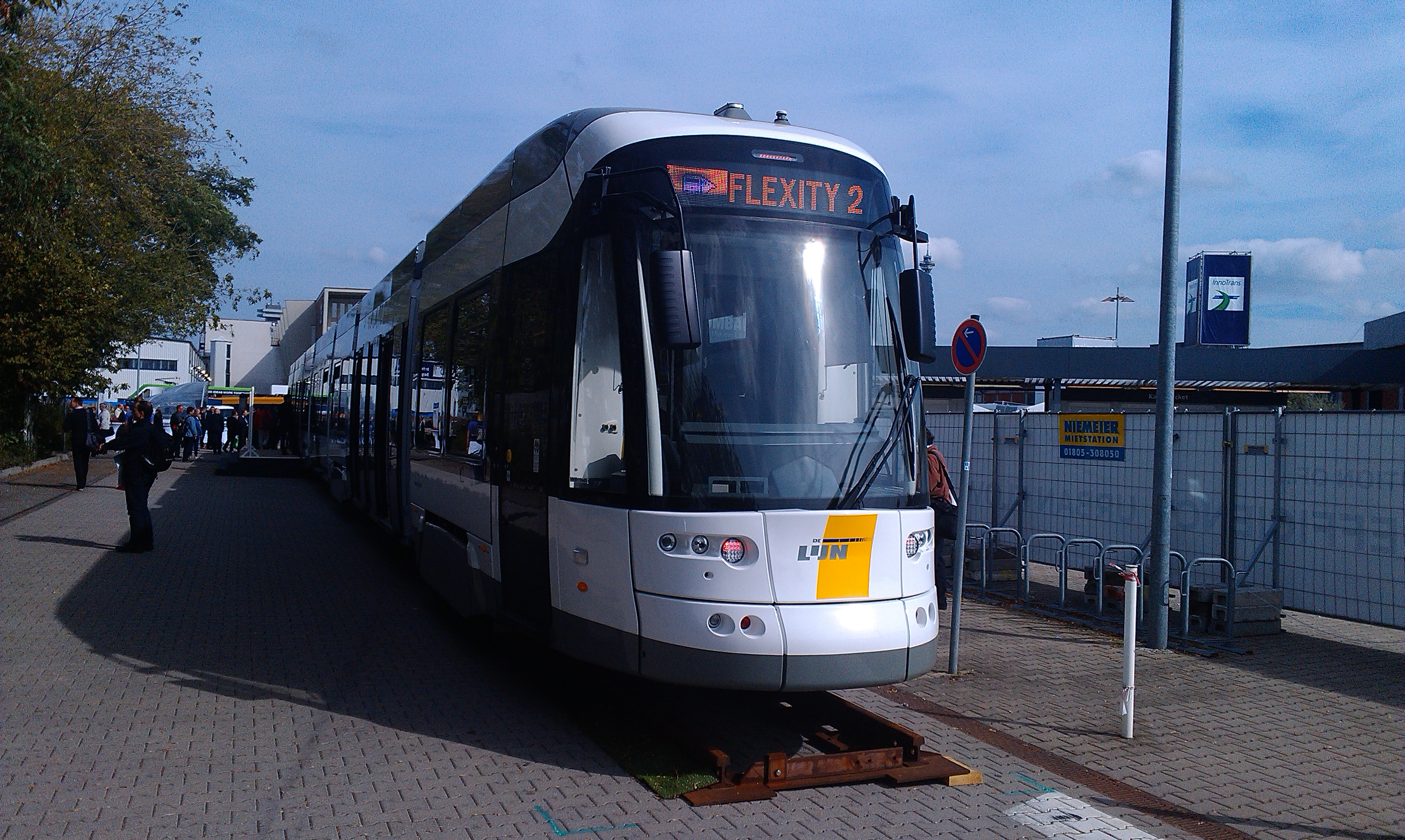
Flexity II auf der InnoTrans 2014